# TV One (États-Unis)
Pour l’article homonyme, voir TV One (Nouvelle-Zélande).
TV One est une chaîne de télévision américaine spécialisée lancée le 19 janvier 2004 appartenant à Radio One et NBCUniversal. Elle s'adresse particulièrement à un public Afro-Américain adulte avec une programmation variée, incluant des émissions de style de vie, de divertissement, documentaires, films, concerts, et sitcoms des années 1970 à 2000. En 2007, elle rejoignait 38 million de foyers.

## Programmation originale

### Actuellement diffusée
- Unsung (en) (musical, 2008–en cours)
- Sister Circle (2018-en cours)
- Were the Campbells (2018-en cours)
- Verses & Flow (téléréalité, 2012-en cours)
- Find Our Missing (téléréalité, 2012-en cours)
- Vidiots (téléréalité, 2012-en cours)
- Love Addiction (documentaire, 2012-en cours)
- My Momma Throws Down (téléréalité, 2012-en cours)
- Parole Diaries (téléréalité, 2012-en cours)
- Save My Son (documentaire, 2012-en cours)
- Celebrity Crime Files (documentaire, 2012-en cours)
- R&B Divas: Los Angeles (en) (téléréalité, 2013–en cours)
- Turn Up the Heat with G. Garvin (en) (cuisine, 2014–en cours)
- Hollywood Divas (en) (téléréalité, 2014–en cours)
- Born Again Virgin (en) (comédie, 2015–en cours)

### Ancienne programmation originale
- Bill Bellamy's Who's Got Jokes? (standup comic, 2006-2009)
- David E. Talbert's Blackstage (téléréalité, 2007)
- Life After (téléréalité, 2007-2010)
- Mario's Green House (téléréalité, 2009)
- K Ci & Jojo Come Clean (téléréalité, 2010)
- LisaRaye: The Real McCoy (téléréalité, 2010-2011)
- The Ultimate Merger (en) (téléréalité, 2010-2011)
- Love That Girl! (en) (sitcom, 2010–2014)
- Will to Live (téléréalité, 2011)
- The Rickey Smiley Show (en) (sitcom, 2012–2014)
- R&B Divas: Atlanta (en) (téléréalité, 2012–2014)
- Belle's (comédie, 2013)